# Generaliserad k-statistik
Generaliserad k-statistik (polykay), betecknas {\displaystyle k_{r,s}}, är en statistik som definieras som en linjärkombination av sampelmoment.